# Pedro de la Gasca
Pedro de la Gasca o Pedro Lagasca (Navarregadilla de Ávila, Corona de Castilla, agosto de 1493-Sigüenza de Guadalajara, Corona de España, 13 de noviembre de 1567) fue un sacerdote, funcionario, diplomático y militar español del siglo XVI, nombrado caballero de la Orden de Santiago y consejero del Tribunal del Santo Oficio.
Fue designado en 1546 presidente de la Real Audiencia de Lima con la misión de acabar con la rebelión de Gonzalo Pizarro en el Virreinato del Perú, cometido que cumplió cabalmente por medio de la diplomacia, y por el que pasó a la historia con el apelativo del "Pacificador". Sus habilidades políticas, a pesar de sus deformidades corporales, le volvieron famoso fuera de los confines de España. El inglés Francis Bacon le colocó a la altura de Sócrates y Agesilao II como ejemplos de excelencia personal elevándose sobre las limitaciones físicas.
Luego de efectuar un ordenamiento general del territorio del Perú, culminó su carrera como obispo de Palencia (1550-1561) y de Sigüenza (1561-1567).

## Biografía

### Nacimiento y formación
Pedro de la Gasca nació en Navarregadilla, localidad cercana al pueblo de El Barco de Ávila. Sus padres fueron Juan Jiménez de Ávila y García, y María Gasca, ambos de familias hidalgas. Físicamente no era agraciado y parece haber tenido algún problema de desarrollo físico, pues “era muy pequeño de cuerpo, con extraña hechura, que de la cintura abajo tenía tanto cuerpo como cualquiera hombre alto y de la cintura al hombro no tenía una tercia. Andando a caballo parecía aún más pequeño de lo que era porque todo era piernas; de rostro era muy feo”, según lo describe el Inca Garcilaso de la Vega, quien añade enseguida: “Pero lo que la naturaleza le negó de los dotes del cuerpo se los dobló en los del ánimo… pues redujo un Imperio, tan perdido como estaba el Perú, al servicio de su Rey”.
Inició sus estudios en la Universidad de Salamanca. Tras la muerte de su padre hacia 1513, fue su tío, Barco, quien se encargó de su educación, presentándolo ante el cardenal Cisneros para que estudiara en la Universidad de Alcalá de Henares. Recibió el grado de maestro en Artes y licenciado en Teología, y entró como colegial en el Colegio Mayor de San Ildefonso de la misma universidad. Entusiasmado por la política del emperador Carlos V, luchó en el bando real durante la guerra de las Comunidades de Castilla. 
Acabada la guerra, su tío lo envió a Salamanca (1522), donde logró destacar por encima del resto gracias a su privilegiado intelecto y su talento negociador. En la universidad salmantina cursó Derecho Civil y Canónico, se graduó de bachiller en ambos Derechos y fue elegido rector en el curso de 1528-1529. Posteriormente, obtuvo una beca en el prestigioso Colegio Mayor de San Bartolomé o Colegio Viejo (1531), donde se formaban los más importantes políticos de la España del Renacimiento. Allí se graduó de licenciado en Cánones y fue designado rector de dicho colegio en dos oportunidades.
Concluidos sus estudios, recibió las sagradas órdenes, abrazando la carrera eclesiástica. Fue nombrado canónigo en el cabildo catedralicio de Salamanca y juez vicario en la diócesis de ese lugar.

### Servicio en Europa
Su fama de hombre virtuoso y capaz llegó a conocimiento del político más importante de su tiempo, el cardenal Juan Tavera, arzobispo de Toledo y presidente del Consejo Real. Por influencia suya, en 1537 pasó a ser juez vicario en Alcalá de Henares y juez residenciador del cabildo metropolitano de Toledo. En noviembre de 1540 obtuvo una plaza de oidor en el Consejo de la Suprema Inquisición, dejando de lado todos los cargos anteriores. 
Su primera responsabilidad política se dio en 1541, cuando las cortes de Monzón solicitaron que fuera nombrado visitador del reino de Valencia, pues ya tenía experiencia en tareas similares. A fin de cumplir tal comisión, La Gasca obtuvo la autorización papal para poder intervenir en problemas ajenos a la labor de los clérigos. También asistió en las negociaciones entre Carlos V y el rey Enrique VIII de Inglaterra.
Pasó en el reino de Valencia tres años (1542-1545), durante los cuales se ocupó del adoctrinamiento y sujeción de los moriscos, así como de la defensa del reino, fortificando la costa y las islas Baleares ante posibles ataques piratas berberiscos y, principalmente, del corsario otomano Jeireddín Barbarroja. Asimismo, hizo una toma de cuentas a los oficiales de hacienda y aplicó juicio de residencia a los ministros de justicia. Así adquirió un notable conocimiento de las funciones gubernativas, que luego aplicaría en América.

### Perú
Por entonces llegaron a la corte las noticias del levantamiento de Gonzalo Pizarro (hermano de Francisco Pizarro), que se había sublevado junto a otros encomenderos contra las Leyes Nuevas y el gobierno del virrey Blasco Núñez Vela. Ante la disyuntiva de mandar al Perú a un letrado negociador o a un militar con experiencia, se decidió por la primera opción, y el escogido por el emperador Carlos V fue Pedro de la Gasca.

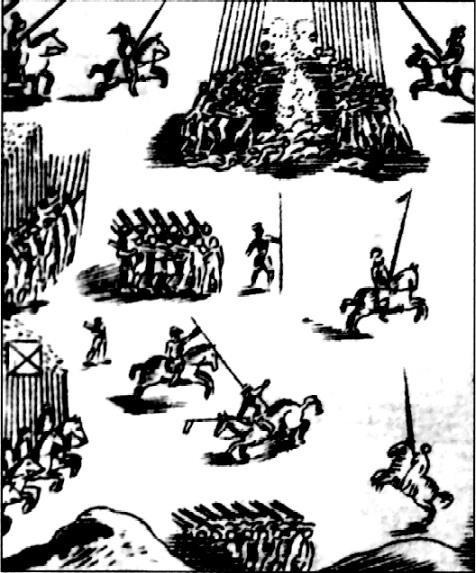
Batalla de Jaquijahuana (9 de abril de 1548).

El 16 de febrero de 1546 La Gasca fue nombrado presidente de la Real Audiencia de Lima con extensas facultades en lo civil y en lo eclesiástico, y tres meses más tarde, el 26 de mayo, se embarcó en Sanlúcar de Barrameda, rumbo al Perú. Pasó por la caribeña Santa Marta —en la costa de la actual Colombia— donde se enteró de la muerte del virrey Blasco Núñez Vela a manos de los rebeldes gonzalistas.
Llegó a Nombre de Dios, en la costa caribeña del istmo de Panamá, el 27 de julio del mismo año, sin más bagaje que su breviario y sus cédulas en blanco. Sus únicas armas eran los plenos poderes que había recibido del emperador, para premiar y castigar. Ya en Panamá, asumió formalmente la Presidencia de la Audiencia, el 13 de agosto. Fue recibido con poco respeto, y recibió burlas por su aspecto físico, pero en respuesta se limitó a mostrar a todos buen semblante.
Su talento diplomático no tardó en mostrarse, al lograr la adhesión del general Pedro de Hinojosa y los demás jefes del ejército gonzalista, quienes en recompensa fueron perdonados por su rebeldía, así como la promesa de obtener luego ricas encomiendas de indios. Se le adhirieron luego Sebastián de Benalcázar, Pedro de Valdivia, el oidor Pedro Ramírez, el contador Juan de Cáceres y Lorenzo de Aldana, enviado del mismo Gonzalo Pizarro.
Tuvo relación también con el capitán realista Diego Centeno, quien salió de su escondite para presentar otro frente de guerra a Gonzalo Pizarro en el sur, aunque sería derrotado en la batalla de Huarina, el 20 de octubre de 1547. Pero esta victoria sería la última de Pizarro; sus mismos oficiales y soldados fueron paulatinamente abandonándole para sumarse al ejército realista encabezado por La Gasca.
El 10 de abril de 1547 La Gasca partió de Panamá con una flota de dieciocho navíos, y tras dificultosa travesía, desembarcó en el puerto de Manta (actual costa de Ecuador). Prosiguió su ruta a lo largo de la costa hasta llegar a la desembocadura del río Santa (en el actual departamento de Ancash), y de allí se internó hacia la cordillera andina. Asentó su campamento primero en Jauja y después en Andahuaylas, acogiendo varios contingentes de soldados, muchos de los cuales volvían a ser desertores del bando gonzalista.
La Gasca insistió en ofrecer la paz a Gonzalo Pizarro a cambio de su rendición, pero no recibió respuesta. Con los refuerzos militares que recibió desde Guatemala, Popayán y Chile, logró sumar 700 arcabuceros, 500 piqueros y 400 jinetes, todos bajo el mando del capitán Alonso de Alvarado. El esperado encuentro con las fuerzas de Gonzalo Pizarro se produjo en la pampa de Jaquijahuana, cerca del Cuzco, el 9 de abril de 1548. No hubo verdadera batalla, empero, pues los gonzalistas se pasaron uno a uno al bando de La Gasca; entre los primeros desertores se encontraban el capitán Sebastián Garcilaso de la Vega (padre del inca historiador) y el oidor Diego Vásquez de Cepeda.
Gonzalo Pizarro, Francisco de Carvajal y otros principales cabecillas rebeldes fueron capturados en el mismo campo y sometidos a proceso sumario. Cuarenta y ocho rebeldes fueron condenados a la pena de muerte, entre ellos Pizarro y Carvajal, y muchos otros recibieron como castigo azotes, destierro, trabajo en las galeras y confiscación de bienes. 

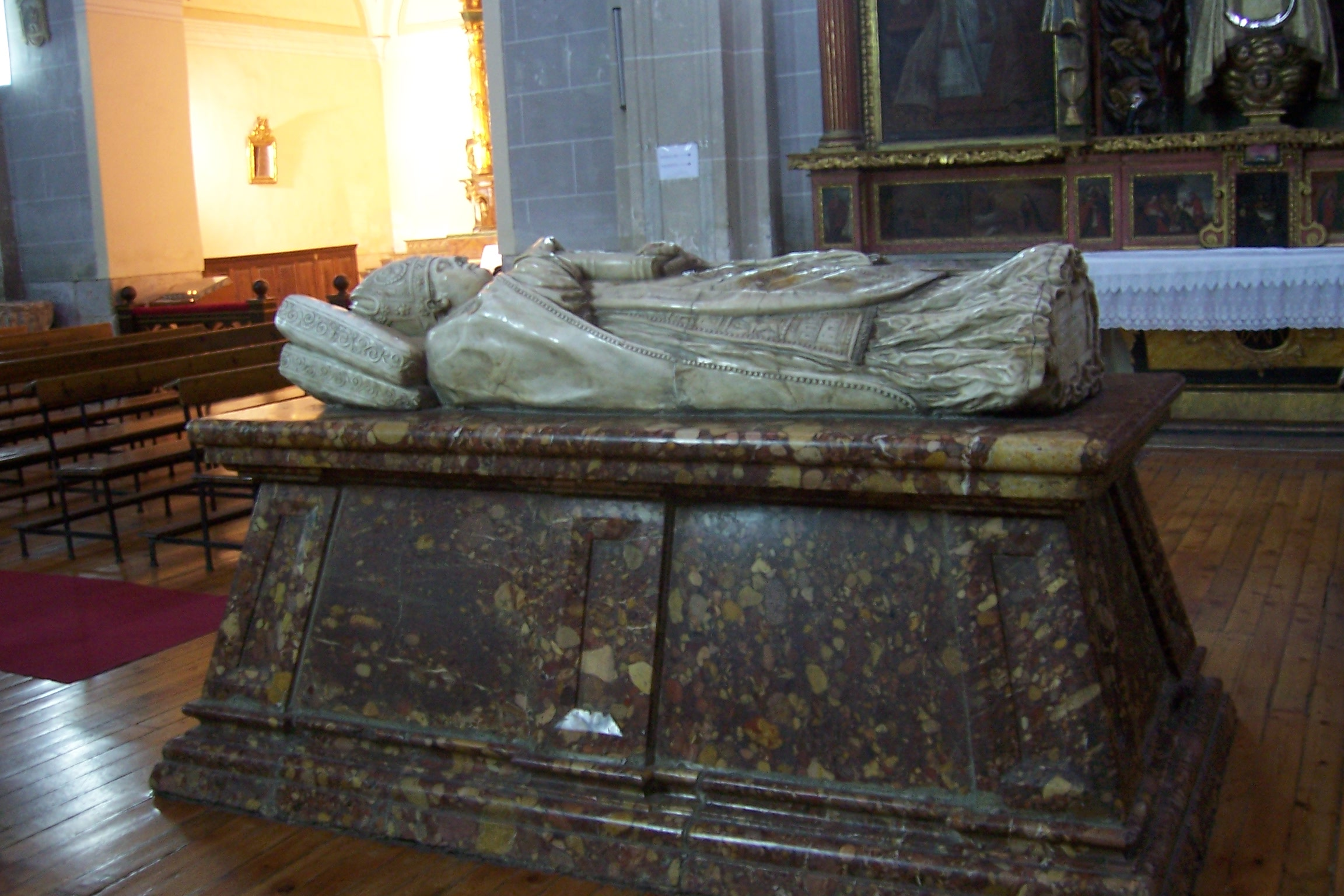
Sepulcro en alabastro de Pedro de la Gasca en la iglesia de la Magdalena de Valladolid (España), obra del escultor romanista Esteban Jordán.

Se procedió luego al denominado Reparto de Guaynarima (16 de agosto de 1548), donde La Gasca distribuyó 1.300.000 pesos en rentas o encomiendas entre sus soldados, dejando a muchos descontentos, por no recibir nada o creer que se les daba muy poco. Procedió luego a hacer un reordenamiento de la administración del Virreinato (ver más adelante).
El 27 de enero de 1550, considerando cumplida su labor, emprendió el retorno a España, llevando para el Rey un extraordinario cargamento de casi dos millones de escudos en metales preciosos, pero de nuevo sin más posesiones personales que sus vestimentas y su breviario. Dejó el gobierno en manos de la Audiencia de Lima presidida por Andrés de Cianca. Los indios quedaron muy agradecidos por las disposiciones que había dado a favor de ellos, y sintieron mucho su partida.

### Carrera posterior
En el istmo de Panamá sofocó la rebelión que los hermanos Hernando y Pedro Contreras habían promovido en la provincia de Castilla del Oro o Tierra Firme, de cuyo gobierno se habían apoderado violentamente con el plan de desposeer a España del Perú y ceñir su corona. La Gasca continuó el viaje a España, arribando a Sevilla en septiembre del mismo año de 1550. Aquí Juan de Quirós compuso entonces un poema latino sobre su victoria, lamentablemente perdido.
En reconocimiento a sus servicios, Pedro de la Gasca fue premiado con la dignidad de obispo. Primero recibió por auspicio de Carlos I la dignidad episcopal de Palencia, que llevaba anejo el Condado de Pernia (1551). Luego fue promovido al rango de Obispo y Señor de Sigüenza, ya en tiempos de Felipe II (1562). 
Falleció el 13 de noviembre de 1567, a los 74 años de edad, siendo sepultado en la Iglesia de Santa María Magdalena de Valladolid en un sepulcro en alabastro obra del escultor romanista Esteban Jordán.

## Labor administrativa en el Perú

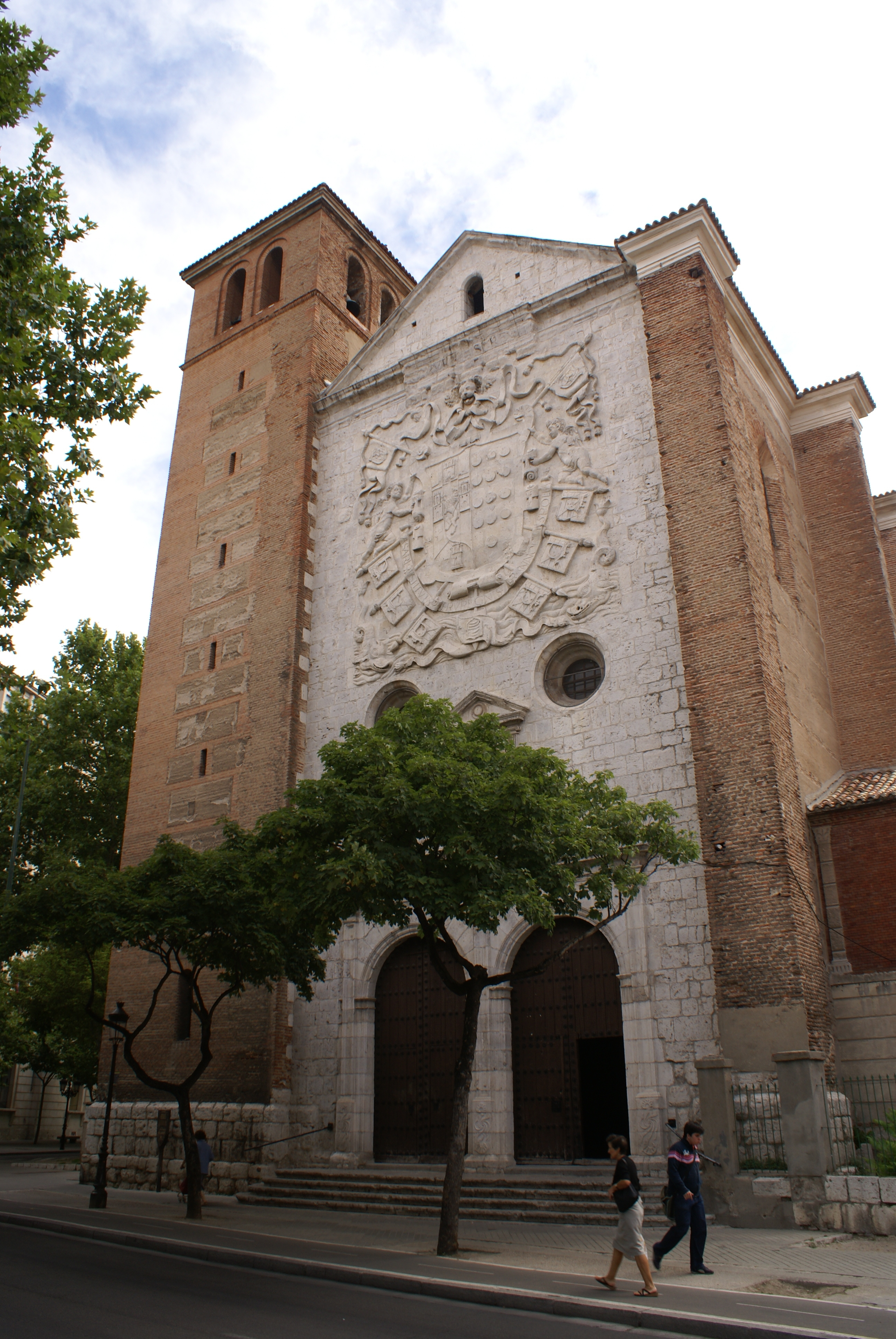
Blasón de Pedro de la Gasca esculpido en piedra en la fachada de la iglesia de la Magdalena de la ciudad de Valladolid.

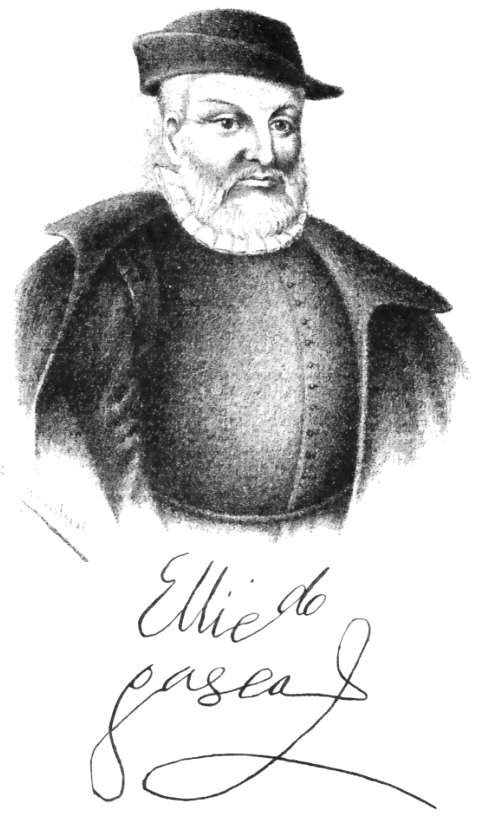
Pedro de la Gasca con el típico bonete eclesiástico. Abajo, su rúbrica.

Luego del Reparto de Guaynarima (en la que distribuyó las encomiendas o repartimientos de indios entre los capitanes y soldados de su ejército triunfador), La Gasca se dedicó a realizar un reordenamiento general en la administración del Virreinato del Perú. Concibió la necesidad de formar una aristocracia de encomenderos que constituyeran el núcleo de la sociedad colonial, sustentada en la mano de obra indígena, pero bajo el control político y económico de la Corona, cuya preponderancia consideraba de suma importancia afirmar.
En su período de gobierno de un año y medio (1548-1550) dictó varias medidas con el propósito de garantizar la solidez del poder central: 
- La reorganización del manejo de la Hacienda pública, que fue su mayor preocupación, pues las guerras y perturbaciones políticas habían disminuido la recaudación de las rentas fiscales. Mandó distribuir nuevas marcas para la acuñación de metales en las casas de fundición de Charcas, Cuzco, Arequipa, Lima, Trujillo y Quito. Su interés primordial fue la recaudación de la mayor cantidad de metales preciosos para el fisco, y en esto se vio favorecido por el auge de las minas de plata de Potosí, descubiertas recientemente. En julio de 1549 llegó a Lima procedente de Charcas un fabuloso cargamento de 3.771 barras de plata. Solo se perdió una barra que cayó en el mar por descuido de un marinero. Dicha cantidad se incrementó con otras aportaciones provenientes de Arequipa, Cuzco y otras poblaciones, de modo que La Gasca pudo llevar a España un cargamento valorado en más de un millón de pesos.
- La tasación general de encomiendas, a fin de poner límites al beneficio de las riquezas mineras que gozaban los encomenderos, poseedores de numerosos grupos de indios. Para realizar la inspección de los repartimientos en todo el país se designó a 72 vecinos, que iniciaron su tarea a principios de 1549. La fijación de la tasa tributaria se encomendó a una comisión de tres frailes dominicos, presididos por el arzobispo de Lima Jerónimo de Loayza. Debido a la agreste topografía del país, no se pudo avanzar mucho en esta labor durante el breve gobierno de La Gasca.
- El asentamiento de la administración judicial, que se inició con la implantación del sistema de los corregimientos como primera instancia judicial, con jurisdicción en los distritos pertenecientes a cada una de las ciudades y con unos oficiales llamados corregidores,  que en un primer momento fueron elegidos entre los vecinos de las mismas. Asimismo, el 29 de abril de 1549 se instaló definitivamente la Real Audiencia de Lima, máximo cuerpo administrativo-judicial del Virreinato, con los oidores Andrés de Cianca, Melchor Bravo de Saravia, Pedro Maldonado y Hernando de Santillán, nombrándose Fiscal al licenciado Juan Fernández. Como Presidente, La Gasca asistió a sus sesiones, aunque solo para velar por los intereses de la Corona.

Otras disposiciones y medidas que tomó La Gasca fueron las siguientes:
- Dio disposiciones a favor de la sufrida población indígena. Moderó los tributos, suprimió la esclavitud, prohibió los trabajos demasiado pesados, y obligó que toda labor fuera pagada con salario justo. Aunque no logró llevar a cabo muchos de sus planes en ese sentido, sugirió por escrito al virrey que venía en su reemplazo los proyectos que debería realizar. Señaló la necesidad de imponer tasas sobre los tributos que los indios comunes daban a sus curacas o caciques, de reducir o agrupar en pueblos a la población indígena, que por entonces vivía muy dispersa en todo el territorio, y señaló también la necesidad que los yanaconas o sirvientes indios tuviesen un régimen laboral más estable
- Promovió expediciones de conquista y de población en los confines del virreinato: 
  - Dio permiso para que partieran expediciones de conquista o “entradas” a zonas todavía inexploradas en la región selvática del norte peruano colindante con Quito, como la dirigida por Diego de Palomino a la región de Chuquimayo (río Mayo-Chinchipe), que fundó Jaén de Bracamoros (1549); la de Hernando de Benavente a Macas; la de Alonso de Mercadillo al valle de Yaquiraca donde fundó Zamora de los Alcaides.
  - Otras expediciones fueron encomendadas a Pedro de Valdivia y Juan Núñez de Prado con rumbo a Chile y Tucumán, respectivamente.
  - Hizo regresar al capitán Ñuflo de Chaves que venía del Paraguay hacia el Perú, enviado por Irala; y asignó la jornada del Paraguay a Diego Centeno, que se frustró.
  - Se fundaron nuevas ciudades como Nuestra Señora de la Paz en el Alto Perú, por Alonso de Mendoza (20 de octubre de 1548).
- Fomentó la utilización del camino del río de La Plata hacia el Perú, al considerarlo como una eficaz alternativa frente a las dificultades que ofrecía la ruta a través del istmo de Panamá.
- Entre otras resoluciones cabe mencionar sus ordenanzas sobre el laboreo de minas, la captura y reducción de esclavos cimarrones, la visita y despacho de navíos en el puerto de Lima.

## Obra escrita
- Descripción del Perú (1551-1553, editada por Josep M. Barnadas en 1976), con noticias sobre el medio natural y la población autóctona del Perú.

| Predecesor: Gonzalo Pizarro (como gobernador fáctico del Virreinato del Perú) | Presidente de la Real Audiencia de Lima Gobernador interino del Virreinato del Perú 1546 / 1548 – 1550 | Sucesor: Andrés de Cianca (como presidente de la Real Audiencia de Lima y gobernador interino del Virreinato del Perú) |
| Predecesor: Luis Cabeza de Vaca                                               | Obispo de Palencia 1550 – 1561                                                                         | Sucesor: Cristóbal Fernández de Valtodano                                                                              |
| Predecesor: Francisco Manrique de Lara                                        | Obispo de Sigüenza 1561 – 1567                                                                         | Sucesor: Diego de Espinosa                                                                                             |